# Radar de Tivissa-Llaberia
El Radar de Tivissa-Llaberia és un radar meteorològic instal·lat l'any 2008, està al cim de Miranda de Llaberia (918m) a la Serra de Llaberia, municipi de Tivissa (la Ribera d'Ebre). Es tracta d'un model EXTOP-03 de MCV, S.A., igual que el de La Panadella. Destaca l'innovador sistema autònom de subministrament elèctric, ja que els estudis d'impacte ambiental van desaconsellar la construcció d'una línia elèctrica en aquesta zona de gran valor paisatgístic. Aquest sistema combina un grup de cogeneració de gas propà liquat i plaques solars per a proporcionar electricitat i climatització a l'edifici.